# Bataille de Romny
Invasion de l'Ukraine par la Russie de 2022
Batailles
Offensive de Kiev (Jytomyr, Kiev) : 
- 1re Hostomel
- Tchernobyl
- Ivankiv
- Kiev
- 2e Hostomel
- Vassylkiv
- Boutcha
- Irpin
  - Bombardement de réfugiés
- Jytomyr
- Mochtchoun
- Makariv
- Brovary

Offensive du Nord (Tchernihiv, Soumy) :
- Hloukhiv
- Slavoutytch
- Bombardements
- Soumy
- Trostianets
- Tchernihiv
- Okhtyrka
- Lebedyn
- Konotop
- Romny
- Desna
- Escarmouches frontalières

Russie  (Briansk, Belgorod) :
- Incursions en Russie occidentale
  - Oblast de Briansk
  - Oblasts de Belgorod et de Koursk
    - Incursions de 2024

  - Bombardement de Belgorod
- Oblast de Koursk (août 2024)

Campagne de l'Est (Donetsk, Louhansk, Kharkiv)
Kharkiv :
- 1re Kharkiv
  - Tchouhouïv
  - Bombardements : en février
  - en mars
  - en avril
  - du bâtiment administratif
- Izioum
- 2e Kharkiv
  - Balaklia
  - 1re Koupiansk
  - Chevtchenkove
- 3e Kharkiv

Nord du Donbass:
- Starobilsk
- Sloviansk
  - Dovhenke
  - 1re Lyman
  - Sviatohirsk
  - Bohorodychne et Krasnopillia
  - Bombardements : Bilohorivka
  - Kramatorsk
- Sievierodonetsk
  - Kreminna
  - Donets
  - Roubijné
  - Popasna
  - Tochkivka
  - Massacre
- Lyssytchansk
- 2e Kharkiv
  - Balaklia
  - 1re Koupiansk
  - Chevtchenkove
  - 2e Lyman
- Oblast de Louhansk
  - Ligne Svatove-Kreminna
  - Serebryansky
  - 2e Koupiansk

 Centre du Donbass:
- Horlivka
- Popasna
- Svitlodarsk
- Bakhmout
  - Soledar
- Siversk
- Tchassiv Iar
- Toretsk
- Kourakhove
- Velyka Novossilka
- Novopavlivka

Sud du Donbass :
- Volnovakha
- Marioupol
  - Bombardements : de l'hôpital
  - du théâtre
  - de l'école d'art
- Pisky
- Vouhledar
  - Pavlivka
- Marïnka
- Contre-offensive de 2023
- Avdiïvka
- Novomykhaïlivka
- Pokrovsk
  - Krasnohorivka
  - Toretsk
- Bombardements :
- Makiïvka
- Donetsk

Campagne du Sud (Mykolaïv, Kherson, Zaporijjia)
- 1re Kherson
- Odessa
- Melitopol
- Mykolaïv
  - Bombardements : à fragmentation
  - du bâtiment administratif
- 1re Berdiansk
- Zaporijjia
- Tchornobaïvka
- Enerhodar
- Voznessensk
- Houliaïpole
- Davydiv Brid
- 2e Berdiansk
- Nova Kakhovka
- 2e Kherson
  - Doudtchany
- Dniepr
- Tchoulakivka
- Contre-offensive de 2023
  - Robotyne

Frappes aériennes dans l'Ouest et le Centre de l'Ukraine
- Lviv (02/2022)
- Vinnytsia (03/2022)
- Yavoriv (03/2022)
- Deliatyne (03/2022)
- Dnipro
- Rivne

Guerre navale
- Île des Serpents (02/2022)
- Moskva (04/2022)

Attaques en Crimée
- Novofedorivka (08/2022)
- Djankoï (08/2022)
- Pont de Crimée (10/2022)
- Base navale de Sébastopol (10/2022)
- Pont de Crimée (07/2023)
- Base navale de Sébastopol (09/2023)

Débordement
- Aéroport de Millerovo
- Sabotages en Russie
- Attaques en Transnistrie
- Sabotage des gazoducs Nord Stream
- Terrain d'entraînement militaire de Soloti
- Explosions en Pologne
- Bases aériennes de Dyagilevo et Engels-2
- Base aérienne de Minsk-Matchoulichtchi
- Crise russo-moldave de 2023
  - Accusations de tentative de coup d'État en Moldavie
- Incident de drone de 2023 en mer Noire
- Rébellion du groupe Wagner

Massacres
- Tchernihiv
- Boutcha
- Borodianka
- Olenivka
- Izioum

La bataille de Romny commence le 1er mars 2022 dans la ville de Romny, dans le raïon de Romny (oblast de Soumy). Elle oppose les Forces armées ukrainiennes aux Forces armées russes, dans le cadre de l'offensive de Kiev, au cours de l'invasion russe de l'Ukraine
Elle s'achève sur une victoire ukrainienne avec le retrait des forces russes de la ville entre la fin mars et le début du mois d'avril 2022.

## Chronologie

### Contexte
L'autoroute H07, axe de pénétration vers Kiev, passe par Romny depuis Koursk et Soumy.

### 25 février
Dans la soirée du 24 février, une colonne russe vient de Nedryhaïliv (est) et une du nord (Konotop) et se dirigent vers la ville.

### 1ermars 2022
Dans le village de Belovody (uk), l'armée russe occupe des élevages, dont l'un est entièrement occupé. C'est l'entreprise de l'éleveur Druzhba-Nova de Kernel. Une grande concentration d'équipements russes est installée à proximité de cet élevage. Les employés sont faits prisonniers. Les forces russes renforcent le périmètre avec des postes de mitrailleuses et des tireurs d'élite russes sur les toits. Dans le village de Bobryk (uk), l'armée russe installe un poste de contrôle, pille un magasin et deux fermes. À Pustoviïtivka (uk), des avions ukrainiens détruisent un point de contrôle russe. Avec l'aide de drones Bayraktar TB2, 80 unités d'équipement russes sont détruites. Romny est entièrement contrôlée par la défense territoriale.
Les militaires russes fuient, abandonnant leur équipement dans le village Chemodanovka (uk).

### 4 - 5 mars 2022
Selon la liste publiée le 4 mars par l'administration présidentielle ukrainienne, Romny fait partie des zones nécessitant des couloirs humanitaires. C'est le résultat du deuxième cycle de pourparlers entre l'Ukraine et la Russie, où les diplomates parviennent à un accord sur les couloirs humanitaires. Sur les huit localités de l'oblast de Soumy, les suivants sont choisis : Soumy, Chostka, Romny, Konotop et Okhtyrka.
Dans le village de Belovodskoye (uk), dans le Raïon de Romny, les troupes russes placent 225 unités d'équipement lourd et d'artillerie chez l'agriculteur Druzhba-Nova MHP. Ils ne laissent entrer personne. La zone en direction de Lypova Dolyna est complètement bloquée, dans le village Kolisnyky (uk), l'armée russe mine les routes et met en place un poste de contrôle. La direction vers Nedrigailov et Vilchany est sous le contrôle de l'Ukraine.
Trois des quatre otages ukrainiens qui sont faits prisonniers au MHP sont libérés, selon le chef de l'administration du district de Romen, Denis Vashchenko : « Je tiens à remercier ces personnes qui défendent aujourd'hui à mains nues. Je vous suis très reconnaissant. Et personne ne va abandonner ces villes. Je veux le dire à toute la racaille » souligne Denis Vashchenko.
Dans la ville de Romny, des soldats russes sur la route dans l'après-midi du 5 mars tirent sur une station-service abritant des combattants de la défense territoriale qui tentent d'arrêter une colonne ennemie. Un combattant est tué et deux blessés.
Toujours dans la soirée du 5 mars, à proximité du village de Pustoviytivka (uk), l'armée russe, en colonne sur la route, détruit deux voitures civiles. Les voitures roulent du côté de Soumy. L'une des voitures est un taxi transportant une mère et son fils de 17 ans. Le chauffeur de taxi décède sur place, la femme et son fils sont hospitalisés. Une ambulance parvient à les prendre en charge, après avoir été longuement retenue par les forces russes. Le conducteur de la deuxième voiture est vivant.
Dans le district de Romensky, dans la soirée du 5 mars, des avions ukrainiens font feu sur une colonne de véhicules russes.
Dans la nuit du 5 au 6 mars, quatre coups de feu d'une arme lourde sont entendus dans le village de Pustoviytivka. Il n'y a pas de victimes. Des tirs de mitrailleuses sont aussi entendus à Romny. Une balle touche une sous-station électrique, ce qui provoque un court-circuit et éteint les lumières dans la ville. Le 6 mars, des tentatives de réparation ont lieu. Toujours dans la nuit du 5 au 6 mars, l'armée russe pille un élevage de volailles à Vilchan (uk), contenant environ 100 000 animaux. L'armée russe vole des ampoules et des câbles, brise des portes avec leurs blindés et cassent des ordinateurs. L'agent de sécurité, qui se trouve alors à la ferme avicole, est vivant. La perte estimée pour l'entreprise est de plus d'un million de hryvnias.

### 11 - 12 mars 2022
Selon le chef de l'administration d'État du district de Romen, Denys Vashchenko, le chemin de Romen à Lokhvytsia ou Pyriatyn est contrôlé par les troupes ukrainiennes.
Le matin du 11 mars, des habitants de la région de Romny près de l'un des villages remarquent un groupe de personnes suspectes en uniforme militaire sur le terrain. La police, ainsi que des représentants de la défense territoriale arrivent sur les lieux et arrêtent 29 militaires de la fédération de Russie. Les prisonniers expliquent avoir suivi une carte jusqu'à la frontière et sont transférés aux autorités militaires,.
Le 12 mars, des couloirs humanitaires sont ouverts dans la région de Soumy pour évacuer la population vers Poltava, en passant par Romny depuis Soumy, Trostianets, Konotop, Lebedyn, Velyka Pisarivka et Krasnopillia. Il est également possible de quitter Romny depuis la place centrale de la ville. Les bus sont ouverts aux femmes avec enfants, aux femmes enceintes et aux personnes âgées. Les volontaires rejoignent cette colonne dans leurs propres voitures. Ensuite, la colonne de réfugiés se dirige vers Andriyashivka, Lokhvytsia, Loubny et Poltava.

### 18 - 19 mars 2022
Des couloirs humanitaires sont à nouveau ouverts dans la région de Soumy le 18 mars à partir de 9 h. Les colonnes de Romny passent par les localités de Trostianets, Krasnopillia, Soumy, Lebedyn et Konotop.
Selon l'état-major général des forces armées ukrainiennes, à 12 h le 19 mars, les unités de la 1re armée de chars de la Garde de Russie ne mènent plus d'opérations offensives actives en direction de Soumy et d'Okhtyrka. Ils se concentrent sur la ville de Soumy. Ils se préparent également à avancer en direction des colonies de Trostianets, Okhtyrka, Poltava et, pour une partie des forces vers Prylouky et Kiev.